# Neauphe-sous-Essai
Neauphe-sous-Essai é uma comuna francesa na região administrativa da Normandia, no departamento Orne. Estende-se por uma área de 11,24 km². Em 2010 a comuna tinha 212 habitantes (densidade: 18,9 hab./km²).